# 张碧
张碧（？—？），字太碧。唐朝詩人。
贞元年間進士，善作詩，風格受李白、李贺、贯休影响，有《歌行集》二卷传世。《全唐诗》存诗十六首。有子張瀛。